# Eup (division administrative)
Pour les articles homonymes, voir Eup.
Un eup ou ŭp est une unité administrative utilisé à la fois en Corée du Nord et en Corée du Sud similaire à l'unité du bourg  en zone urbaine.

## Découpage administratif
En Corée, les districts sont subdivisés en municipalités qui sont appelées eup (généralement en zone urbaine et comptant au minimum 20 000 habitants) et myeon en zone rurale (comptant au minimum 6000 habitants). Ces derniers sont eux-mêmes divisés en village ou ri.